# Tommaso Tittoni
Tommaso Tittoni (16 de novembro de 1855 - 7 de fevereiro de 1931) foi um diplomata e político italiano. Ocupou o cargo de primeiro-ministro da Itália de 12 até 28 de março de 1905.